# Jean-Nicolas-Louis Carré
Pour les personnes ayant le même patronyme, voir Carré (homonymie).
Jean-Nicolas-Louis Carré est un général français né à Reims le 19 février 1770 et mort le 5 janvier 1845 à Paris.

## Biographie
Jean-Nicolas-Louis Carré, soldat dans la Garde nationale parisienne, passa en 1791 au 105e de ligne. Il fut blessé plusieurs fois et eut un cheval tué sous lui à la bataille de Krasnoé où il était colonel-major du 6e tirailleurs de la Garde.
Il fut nommé chevalier, officier puis commandant de la Légion d'honneur (28 septembre 1813) et créé chevalier de l'Empire le 15 mars 1810 puis baron de l'Empire 16 août 1813.
Commandant du collège militaire de La Flèche, il mourut avec le grade de maréchal de camp.

## Armoiries
ArmoiriesD'argent à la bande du tiers de l'écu, de gueules, chargée du signe des chevaliers légionnaires, accompagnée en chef d'un ours rampant, d'azur, portant au côté une épée dans son foureau, pendant à un baudrier, le tout d'or, et en pointe d'une tête de nègre, de sable ;
Livréesles couleurs de l'écu.